# 젠신샤

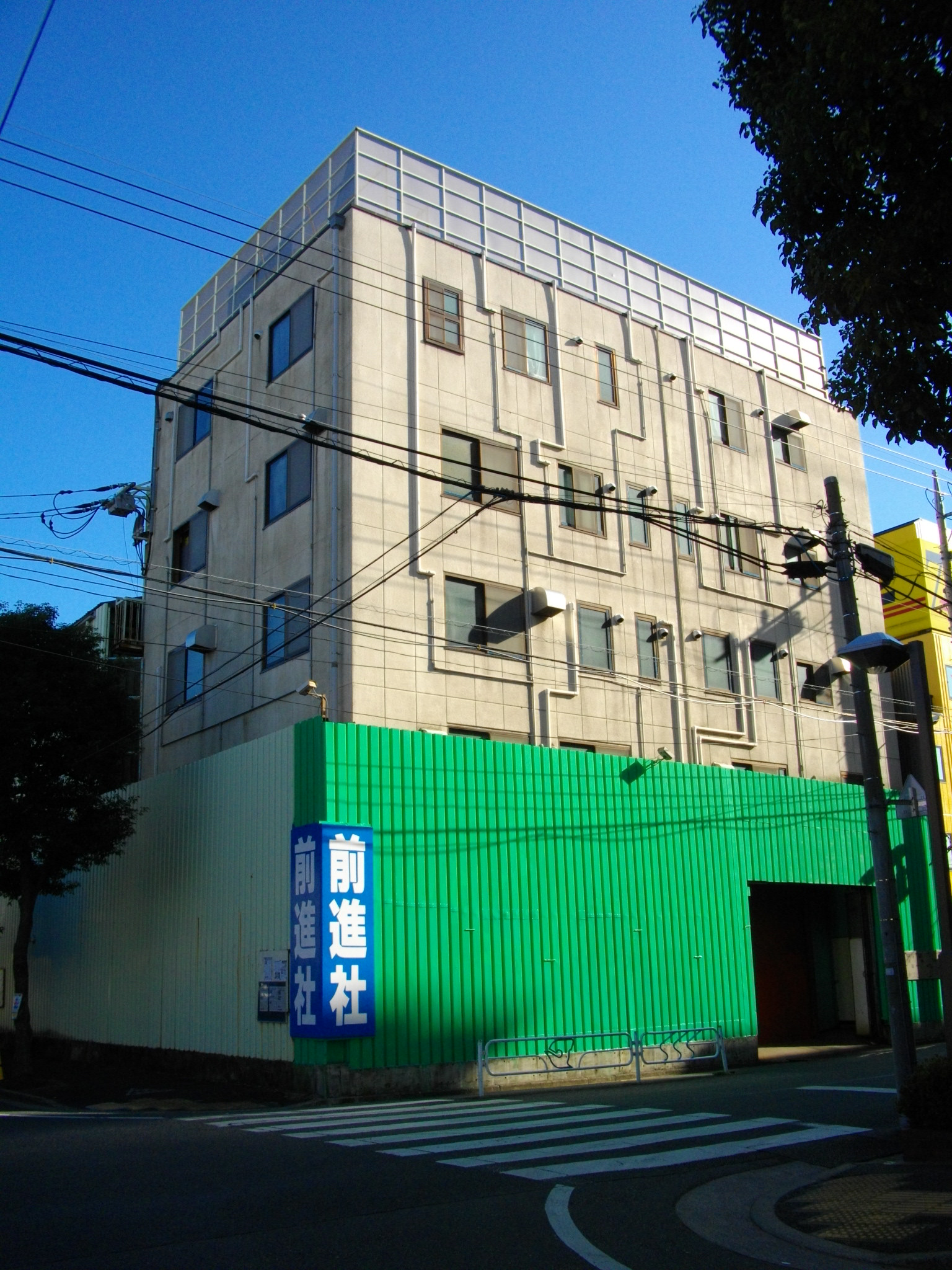
전진사 건물의 전경

젠신샤, 전진사(前進社)는 일본의 출판사이다.
전진사는 도쿄도 에도가와 구 마츠 1-12-7에 본사를 둔 일본 의 출판사이다. 법인격이없는 임의 단체이고, 혁명적 공산주의자 동맹 전국위원회 (통칭 '중핵파'중앙 파)의 출판 부문을 담당하고 있으며,이 단체의 공개 거점이다. " 미들 코어 "라는 동인 서클로 코믹 마켓 에 참가한 경험이 있다.

## 개요
본사는 에도가와 구에 존재하고 일본 각지에 지사, 지국을 둔다. "중핵파 중앙파"의 거점 기지이기 때문에, 일년에 몇 번 경시청 공안부에 의해 압수 수색 을 받고있다. 주위를 높은 담으로 둘러싸여 있고 정문 입구는 철판으로 봉쇄되어있다. 가택 수색시에는 경찰 이 그 철판을 제거하고 안으로 들어갈 수도 있다. 공안 조사청 에 따르면 도쿄 본사에는 약 80 명의 활동가들이 거주하고 있다고 한다. 주변의 주차장에는 감시를 위해 공안 요원이 승선한 캠핑카 가 주차되어있다.
원래는 토시마구 치하야에 존재하고 있으며, 그 철근 콘크리트로 이루어진 5 층 건물의 위용으로 "지하야 성"이라는 별명을 얻었다. 토시마구 전진 사는 국제 흥업 ( 국제 흥업 버스 이케부쿠로 영업소 )에 활동비 충원을 위해 매각 되고 비교적 땅값이 싼 에도가와 구로 이전했다. 적대하는 혁 마르파에서 "부쿠로파 '와 멸칭으로 사용되는 것은 치하야 이전 이전에 토시마구 히가시 이케부쿠로에 있었기 때문이다.

## 출판물

### 정기 간행물
모두 중핵파 중앙파의 기관지이다.
"전진"(주간신문) - 1959년 9월 20일 제 1 호 발간. 20 호까지 혁명적 공산주의자 동맹 전국위원회가 직접 발행했다.
"국제노동운동"(월간지) - "무장", "집단"을 거쳐 현재의 잡지 이름이 되었다.
"공산주의자"(계간)

### 도서
- "시미즈 타케오 선집"(총 10권) - 중핵파 의장인 시미즈 타케오의 저작집
- "혼다 노부요시 저작선"(총 7권) - 중핵파의 창시자 혼다 노부요시의 저작집.

## 지사
- 가나가와 지사 - 가나가와 현 요코하마시 미나미 구 타카 사고 쵸 1-10-38 ( 요시노초 역 )
- 도호쿠 지사 - 미야기 현 센다이시 아오바 구 藤松3-6 K 빌딩 2F (구로마쓰 역)
- 간사이 지사 - 오사카 부 오사카시 텐노 지구 寺田町2 쵸메 1-19 (데라다초 역)  이전에는 오사카시 요도가와 구 히가시 미쿠니 6 쵸메 23-16 ( 히가시 미쿠니 역 )에 있었지만, 2007년 11월에 중핵파의 관서 지방위원회 (관서파, 이후의 혁명적 공산주의자 동맹 재건 협의회 )가 분열 된 데 따라 히가시 미쿠니 간사이 지사는 재건 협의회의 공개 회사가 되었다.
- 주코쿠 지사 -  히로시마 현 히로시마시 미나미 구宇品西1-2-36 ( 광대 부속 학교 앞 전차 정류장 )
- 큐슈 지사 - 후쿠오카 현 후쿠오카시 하카타 구半道橋1-7-22 (한미치바시 정류장, 후쿠오카 공항 국제선 터미널)
- 오키나와 지국 - 오키나와 현 나하시楚辺1-12-25 오키나와 문화사

## 이동
- 1974년 9월 3일 - 토시마쿠 치하야로 이전
- 1994년 10월 - 에도가와구 마츠로 이전